# Стасевич, Иван Никифорович
Иван Никифорович Стасевич — советский и белорусский художник в жанре реализм.

## Биография
Родился в деревне Медведня Стародорожского района Минской области в крестьянской семье. В годы войны в белорусском городке Старые Дороги в возрасте 13 лет стал членом партизанского отряда № 3 им. Кирова бригады им. Фрунзе. Пережил с партизанами блокаду. Когда Беларусь была освобождена, он, 15-летний, добился, чтобы его зачислили в автомобильно-дорожную часть 1-го Белорусского фронта. Все военные годы рисовал боевые листки, плакаты, дорожные указатели, последний из которых был «До Рейхстага — 250 метров».
После окончания войны, закончил Минское художественное училище (1952) и Московский художественный институт им. В. И. Сурикова (1958). Его учителями были известные художники и замечательные педагоги Г. М. Изергина, А. П. Мозалёв, В. К. Цвирко, Д. К. Мочальский и другие. Дипломная работа «В белорусских болотах», в которой изображён выход партизан из окружения, экспонировалась на Всесоюзной художественной выставке и была положительно отмечена критикой. Это полотно начало «картинную» часть его творчества. В дальнейшем много внимания художник отдал также портретам и пейзажам. Его всегда привлекали люди, близкие ему, мощные характеры, кипучая жизненная энергия. В пейзажной живописи воплотил виды юга и севера Беларуси. За всю жизнь побывал почти во всем Советском Союзе, также он был в Италии, Франции и Португалии.
Кроме непосредственно творчества Иван Никифорович Стасевич занимался педагогической деятельностью — преподавал в Белорусском театрально-художественном институте / Белорусской государственной академии искусств в 1958—1995 годах, с 1985 года стал профессором. Занимался общественной деятельностью, в том числе очень активно в Союзе художников.
Произведения И. Н. Стасевича хранятся во многих государственных и частных собраниях (Беларусь, Россия, Алжир, Англия, Австрия, Бельгия, Германия, Индия, Италия, Канада и другие); в том числе на родине художника в Стародорожском районном историко-этнографическом музее находится свыше 70 его работ. 22 произведения живописи и графики мастера включены в коллекцию Национального художественного музея. Умер 11 сентября 1998 году в возрасте 69 лет.